# SC Viernheim
SC Viernheim, pełna nazwa Schachclub Viernheim 1934 e. V. – niemiecki klub szachowy z Viernheim.

## Historia

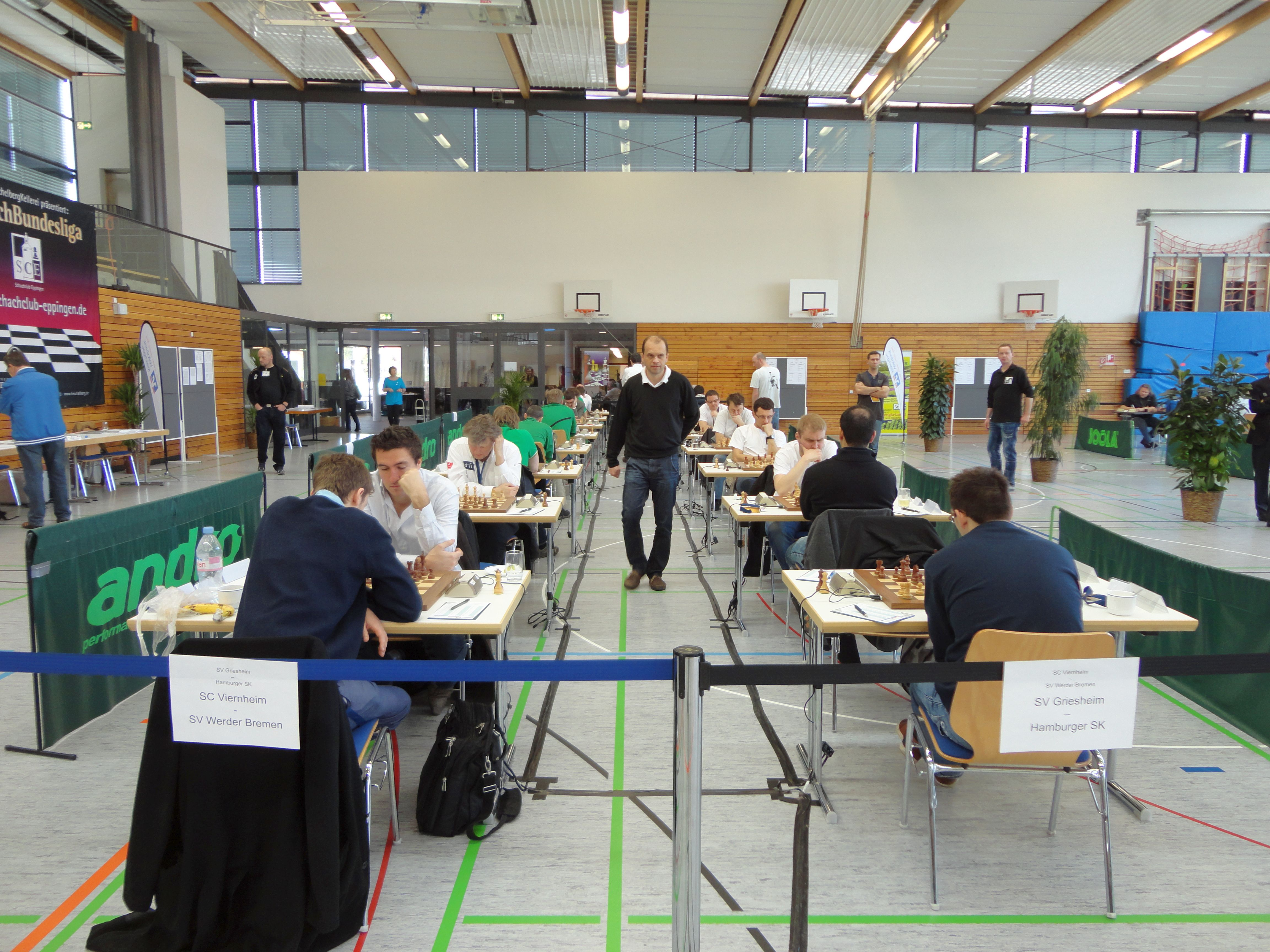
Mecz Bundesligi SC Viernheim – Werder Brema w 2014 roku

Klub powstał w 1934 roku, a do końca lat 60. uczestniczył jedynie w lokalnych rozgrywkach. W latach 70. zwiększono liczbę zespołów i rozwinięto sekcję juniorską. W 1984 roku klub awansował  do Oberligi, a w roku 1988 – do 2. Bundesligi. W tym okresie w klubie występowali m.in. Stefan Martin, Reiner Junker i Detlev Birnbaum. Na początku lat 90. kontrakty z klubem podpisali m.in. Igors Rausis, Andriej Sokołow i Jean-Luc Seret. W pierwszej połowie lat 90. normy na mistrza międzynarodowego uzyskali zawodnicy klubu: Günther Beikert i Andreas Mandel. W 1998 roku klub po raz pierwszy awansował do Bundesligi, jednak spadł z niej po roku gry. W sezonie 2012/2013 klub po raz drugi awansował do Bundesligi, po czym podpisał kontrakt sponsorski z firmą D-fine. W sezonie 2013/2014 nastąpił kolejny spadek z ligi. W 2016 roku szachistą SC Viernheim został Şəhriyar Məmmədyarov. W 2018 roku zespół awansował do Bundesligi. W sezonie 2018/2019 zajął piąte miejsce, co uprawniało go do gry w Pucharze Europy. W sezonie 2021/2022 klub zdobył wicemistrzostwo Niemiec.